# Јункерс W 34
Јункерс W.34  (нем. Junkers W.34) је немачки једномоторни, вишеседи, нискокрилни авион, потпуно металне конструкције који се користио као путнички, транспортни и авион за обуку и тренажу пилота пре за време и непосредно после Другог светског рата. Производила га је немачка фирма Јункерс (нем. Junkers Flugzeug und Motorenwerke AG), а пројектовао га је Херман Полман. Први пут је полетео 7. јула 1926. а масовна производња је почела већ наредне 1927. године.

## Пројектовање и развој
Авион Јункерс W.34 је пројектован превасходно као путнички авион и намењен за задовољавање потреба ваздухопловних компанија. Вођа пројекта је био инж. Херман Полман а прототип је први пут полетео 7. јула 1926. године.

## Технички опис
Труп авиона W.34 је био правоугаоног попречног пресека, био је простран тако да се у њега без проблема могла сместити комплетна посада и путничка кабина са 6 путничких седишта. Носећа структура трупа авиона је била направљена као монокок конструкција, ребра у облику рама су била од дуралуминијума а облога од таласастог дуралуминијумског лима, чија су се ребра поклапала са дужином трупа вршила је додатно ојачано уздужно укрућење. Облога је за конструкцију причвршћена закивцима. Главни резервоари за гориво налазили су се у кореном делу крила авиона, а резервоар за уље је био иза мотора. Кокпити пилота, који су се налазиле једна поред другог, су били смештени у затвореним кабинама. Труп авиона је конструисан као центроплан, тј. корени део крила је саставни део трупа. На њега се "каче" лево и десно полукрило. Мада се за погон овог авиона користио већи број мотора како немачких тако и иностраних, најчешће се користио ваздухом хлађени радијални мотор BMW 132.
Крила су била дебелог профила тако да су у њих без проблема могли да стану резервоари за гориво као и сви потребни уређаји и инсталације. Облик крила је био једнакокраки трапез са равним завршетком крила. Репни делови вертикални и хоризонтални стабилизатори и кормила правца и висине су имали конструкцију од дуралуминијума а облогу од алуминијумског лима. Хоризонтални стабилизатори су упорницама били ослоњени на труп авиона.
Стајни трап је био класичан фиксан са независним ногама и гуменим точковима. На крају репа авиона налазио се само усмеравајући гумени точак.
Авион Јункерс W.34 мого је бити наоружан, већ према намени са два до три митраљеза 7,92 mm 6 бомби по 50 kg (300 kg укупне тежине).

## Корисници
| - Аргентина - Аустралија - Боливија - Бразил - Бугарска - Канада - Чиле - Кина | - Колумбија - Хрватска - Чехословачка - Финска - Трећи рајх - Норвешка - Папуа Нова Гвинеја - Португалија | - Словачка - Совјетски Савез - Шпанија - Шведска - Јужна Африка - Венецуела - Југославија |

## Оперативно коришћење
Већ на самом почетку производње, овај авион је постигао неколико светских рекорда: у 1928. са теретом од 500 kg постигао је висину од 9.190 m, а са теретом од 1000 kg постигао је висину од 7.907 m, а 26. маја 1929. године, један W.34 са мотором Bristol Jupiter VII без оптерећења се попео на висину од 12.379 м. Ово је утицало и на комерцијални успех овог авиона па је у периоду од 1927. до 1929. године продато 44 авиона у 15 земаља у Кини и Канади. У СССР се овај авион производио и продавао као путнички и поштански авион под истим именом ПС.4. Након затварања фабрике Јункерс у Фили крај Москве 1927. године, Руси су наставили да монтирају и одржавају Јункерсове авионе од делова добијених из Јункерсове фабрике из Десауа.
Укупно је произведено 1.974 авиона Јункерс W.34 свих типова. Овај авион је у то време доминирао у ваздушном саобраћају Европе. Последњи примерак овог авиона је повучен из саобраћаја 1961. године и смештен у ваздухопловни музеј у Канади (Canada Aviation and Space Museum).

## Авион Јункерс W.34 у Југославији
У току Другог светског рата Зракопловство квислиншке НДХ је имало 4 авиона Јункерс W.34 који су коришћени за обучавање чланова посаде вишемоторних авиона пре свега навигатора и радиотелеграфиста. Поред тога ови авиони су коришћени за дотур материјала јединицама у борби. Након рата јединице Југословенске армије су заробиле два ова авиона које је Ратно ваздухопловство ЈА користило од 1945. до 1952. године.